# ميكائيل أولسون
ميكائيل أولسون (بالسويدية: Mikael Ohlsson)‏ هو رائد أعمال وكبير الإداريين التنفيذيين سويدي، ولد في ديسمبر 1957 في لينشوبينغ في السويد.